# باولو كاربوني
باولو كاربوني (بالإيطالية: Paolo Carbone)‏ هو لاعب كرة قدم إيطالي في مركز قلب الدفاع، ولد في 13 يوليو 1982 في جنوة في إيطاليا. لعب مع نادي بيلينزونا ونادي سامبدوريا ونادي فوجيا ونادي كياسو.

## وصلات خارجية
- باولو كاربوني على موقع قاعدة بيانات كرة القدم.إي يو (الإنجليزية)
- باولو كاربوني على موقع عالم كرة القدم.نت (الإنجليزية)